# Processo ai giudici

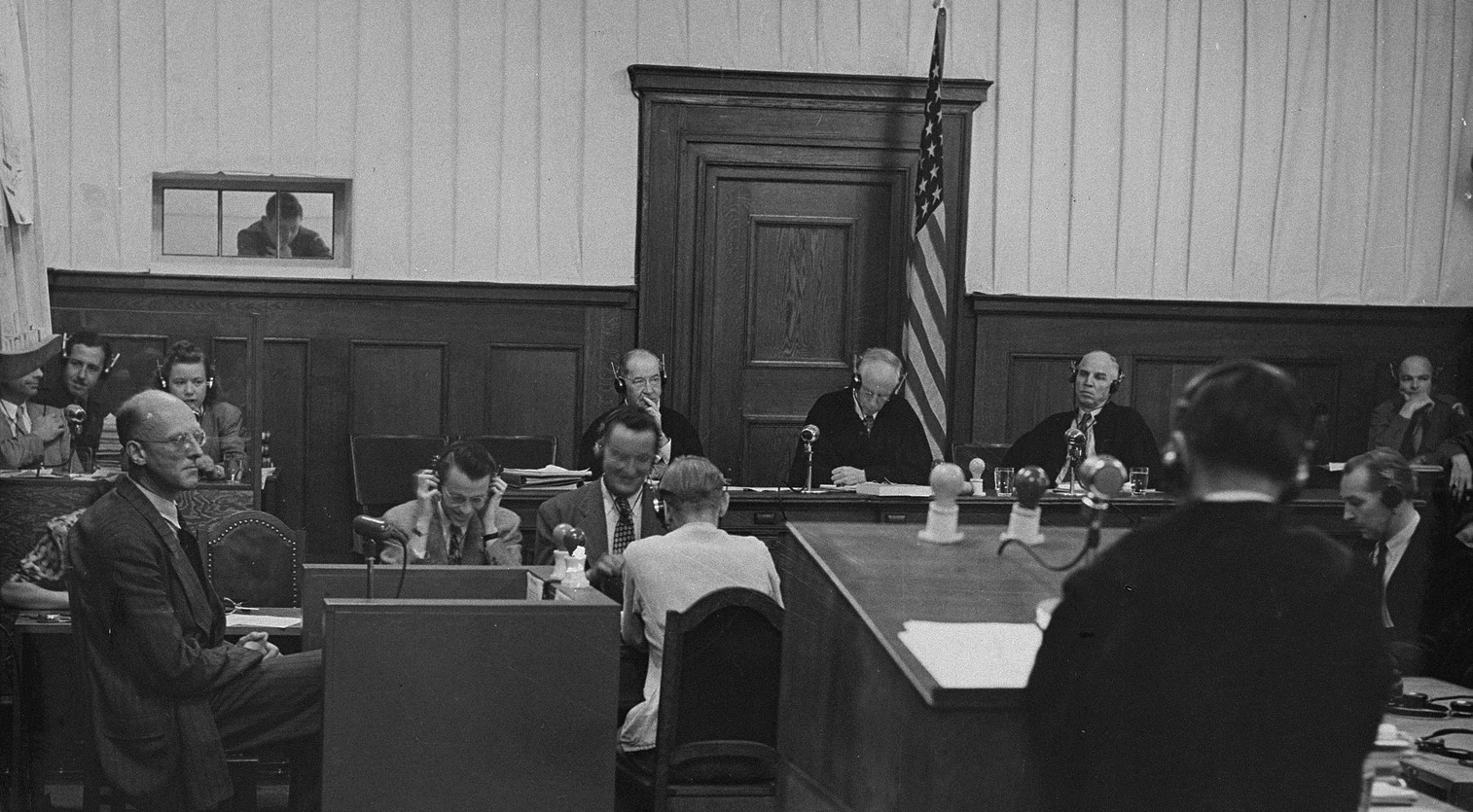
Interrogatorio di un testimone durante il processo ai giudici.

Il Processo ai giudici (ufficialmente The United States of America vs. Josef Altstötter, et al.) fu il terzo dei dodici processi per crimini di guerra che le autorità statunitensi indissero a Norimberga nell'ambito dei processi secondari di Norimberga alla fine della seconda guerra mondiale.

## Il processo
Il processo, come gli altri undici processi collaterali, ebbe luogo nelle stesse sale del Palazzo di Giustizia di Norimberga dove si tenne il processo principale. Esso vide di fronte alle autorità americane 16 imputati, accomunati dall'essere giuristi titolari di funzioni di elevato livello nel sistema giudiziario o amministrativo del Reich: giudici, pubblici ministeri (in tedesco: Reichsanwälte, lett. "avvocati del Reich") o funzionari del Ministero della Giustizia del Reich e altri pubblici ministeri e giudici di tribunali speciali e tribunali popolari della Germania nazista. Molti di loro furono inoltre responsabili nell'attuazione e nella promozione dei programmi nazisti di politica razziale ed eugenetica.
I giudici del processo furono Carrington T. Marshall (presidente), l'ex presidente della Corte Suprema dell'Ohio, James T. Brand, il giudice della Corte Suprema dell'Oregon, Blair Mallory B., l'ex giudice della terza Corte di Appello del Texas e Justin Woodward Harding dello Stato dell'Ohio come giudice supplementare. Marshall fu costretto ad uscire dal processo per malattia il 19 giugno 1947, per cui Brand divenne il presidente e Harding ne divenne un membro fisso. Il Procuratore capo d'accusa fu Telford Taylor e il suo vice fu Charles M. LaFollette. L'accusa venne presentata il 4 gennaio 1947; il processo durò dal 5 marzo al 4 dicembre 1947. Dieci degli imputati furono dichiarati colpevoli; quattro condanne furono di detenzione a vita, il resto delle pene fu di varia durata, mentre quattro imputati furono prosciolti da ogni accusa.

## Accusa
I capi d'accusa a carico degli imputati furono:
1. Partecipazione a piani comuni e cospirazioni per crimini di guerra e crimini contro l'umanità;
2. Partecipazione a crimini di guerra attraverso l'abuso del potere giudiziario e penale, per agevolare e acconsentire gli omicidi di massa, le torture e i saccheggi della proprietà privata;
3. Crimini contro l'umanità attraverso le stesse modalità, favorendo inoltre il lavoro forzato;
4. L'appartenenza a un'organizzazione criminale, il NSDAP o le SS.

Il quarto capo d'accusa venne applicato contro Altstötter, Cuhorst, Engert, Joel (per la loro appartenenza alle SS) e contro Cuhorst, Oeschy, Nebelung, e Rothaug per la loro appartenenza al Partito Nazionalsocialista.
Il primo capo d'accusa fu in parte tralasciato, in quanto la Corte dichiarò che era al di fuori della sua giurisdizione nonostante il dissentire del giudice Blair che presentò un parere divergente affermando che la Corte aveva tale giurisdizione.
Tutti gli imputati si dichiararono come "non colpevole".

## Imputati
| Nome                 | Sentenza |
| -------------------- | --- |
| Herbert Klemm        | ergastolo; morì dopo l'agosto 1961                                                                                    |
| Rudolf Oeschey       | ergastolo; morì il 10 febbraio 1980 a Neuss                                                                           |
| Oswald Rothaug       | ergastolo; rilasciato il 22 dicembre 1956; morì il 4 dicembre 1967 a Colonia                                          |
| Franz Schlegelberger | ergastolo; rilasciato nel 1950; morì il 14 dicembre 1970 a Flensburgo                                                 |
| Wilhelm von Ammon    | 10 anni, incluso il periodo già scontato; rilasciato nel 1951 da John J. McCloy; morì il 13 dicembre 1992 a Memmingen |
| Ernst Lautz          | 10 anni, incluso il periodo già scontato; morì il 22 gennaio 1979 a Lubecca                                           |
| Günther Joel         | 10 anni, incluso il periodo già scontato; morì nel 1969                                                               |
| Wolfgang Mettgenberg | 10 anni, incluso il periodo già scontato; morì il 7 aprile 1950 nella prigione di Landsberg                           |
| Curt Rothenberger    | 7 anni, incluso il periodo già scontato; morì il 1º settembre 1959 ad Amburgo                                         |
| Josef Altstötter     | 5 anni, incluso il periodo già scontato; rilasciato nel 1950; morì a Norimberga il 13 novembre 1979                   |
| Karl Engert          | assolto causa malattia; morì l'8 settembre 1951                                                                       |
| Paul Barnickel       | assolto; morì il 4 giugno 1966 a Monaco di Baviera                                                                    |
| Hermann Cuhorst      | assolto; morì il 5 agosto 1991 a Kressbronn am Bodensee                                                               |
| Günther Nebelung     | assolto; morì il 10 febbraio 1970 a Seesen                                                                            |
| Hans Petersen        | assolto; morì il 12 settembre 1963 a Darmstadt                                                                        |
| Carl Westphal        | si suicidò nel 1946 prima dell'inizio del processo                                                                    |

I più alti funzionari giudiziari del regime nazista non furono però processati: Franz Gürtner, ministro della Giustizia, morì il 29 gennaio 1941; Otto Georg Thierack, ministro della Giustizia dal 1942, si suicidò il 26 ottobre 1946, Roland Freisler, presidente del Tribunale del Popolo dal 1942, morì il 3 febbraio 1945 vittima di un raid aereo su Berlino. Hans Globke, l'unico ancora vivo, non fu processato poiché non iscritto al Partito Nazionalsocialista; nel dopoguerra operò in qualità di Direttore della Cancelleria della Repubblica Federale di Germania tra il 1953 e il 1963 divenendo uno dei più stretti collaboratori del cancelliere Konrad Adenauer. Morì il 13 febbraio 1973 a Bonn.
L'opinione pubblica considerò le sentenze generalmente troppo leggere: la maggior parte dei detenuti furono rilasciati già nei primi anni del 1950 ed alcuni di loro (Lautz, Rothenberger e Schlegelberger) ricevettero persino delle pensioni di anzianità in Germania Ovest.
Tutti i condannati furono riconosciuti colpevoli dei capi d'accusa, tranne Rothaug, che fu condannato solo per il terzo capo d'accusa, mentre fu dichiarato "non colpevole" per i capi d'accusa 2 e 4. Il giudice nella sua sentenza commentò che:

## Nella cultura di massa
- Il processo ai giudici ispirò il film del 1961 Vincitori e vinti (titolo originale: Judgment at Nuremberg).[3]